# Tata Telcoline
Tata Telcoline — индийский среднеразмерный пикап-внедорожник производства Tata Motors, находящийся в производстве с июля 1988 года.

## Первое поколение (1988—2006)

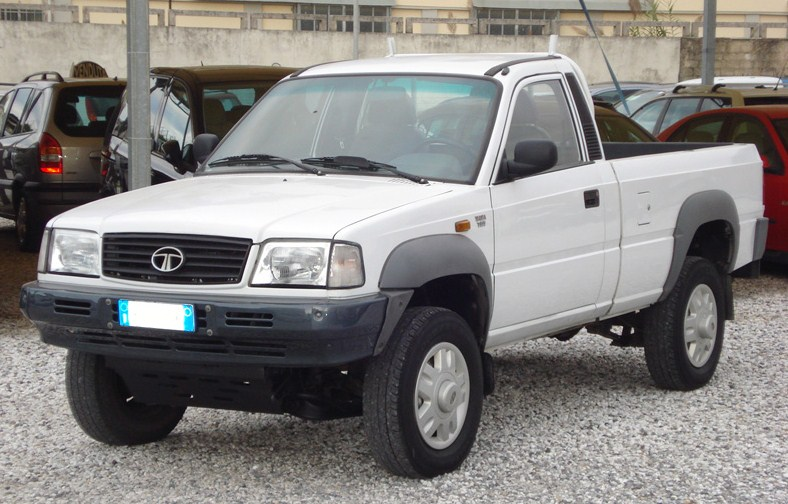
Фейслифтинг 2002 года

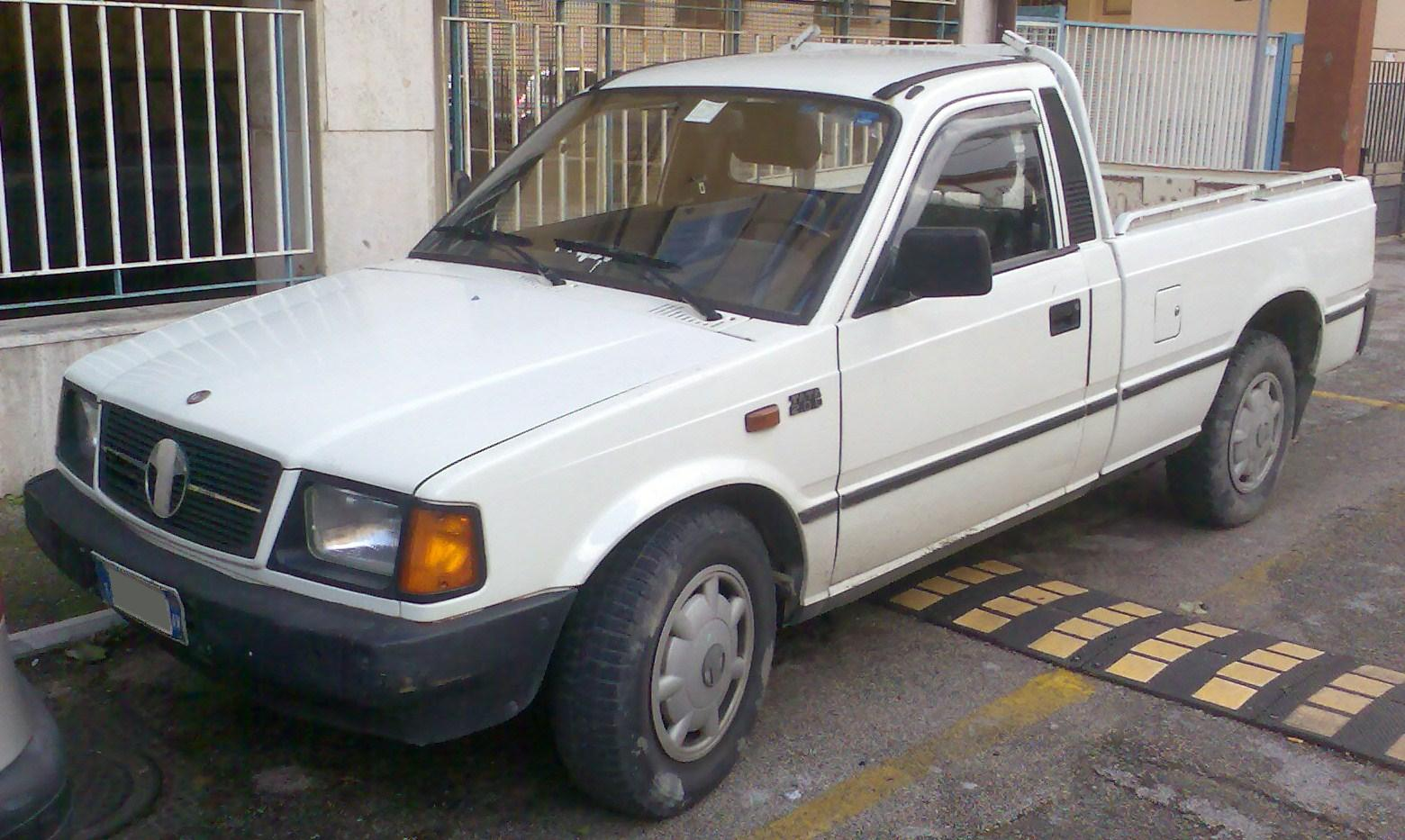
Фейслифтинг 1994 года

Первое поколение автомобилей Tata Telcoline производилось с июля 1988 года под названием Tatamobile 206. После TATA SFC-407, это был второй по счёту малотоннажный грузовой автомобиль. В 1988—1989 годах в Индии было продано 61691 автомобиль, а в 1989—1990 годах — 64941. Итого — 126632.
Платформа автомобиля — Tata X2. За всю историю производства на автомобиль ставили дизельный двигатель внутреннего сгорания Peugeot XD88, с 1994 года, после фейслифтинга — Peugeot XUD9.
С 1990 года автомобиль Tata Telcoline производился на южноафриканском заводе Telco (Tata Engineering and Locomotive Company) в качестве экспортного. С 2000 года проходила мелкоузловая сборка автомобиля Tata Telcoline, в соответствии с заключённым лицензионным договором с заводом Malaysia Truck & Bus.
Последний фейслифтинг автомобиля Tata Telcoline был пройден в августе 2002 года. Производство завершилось в 2006 году.

## Второе поколение (2006—настоящее время)

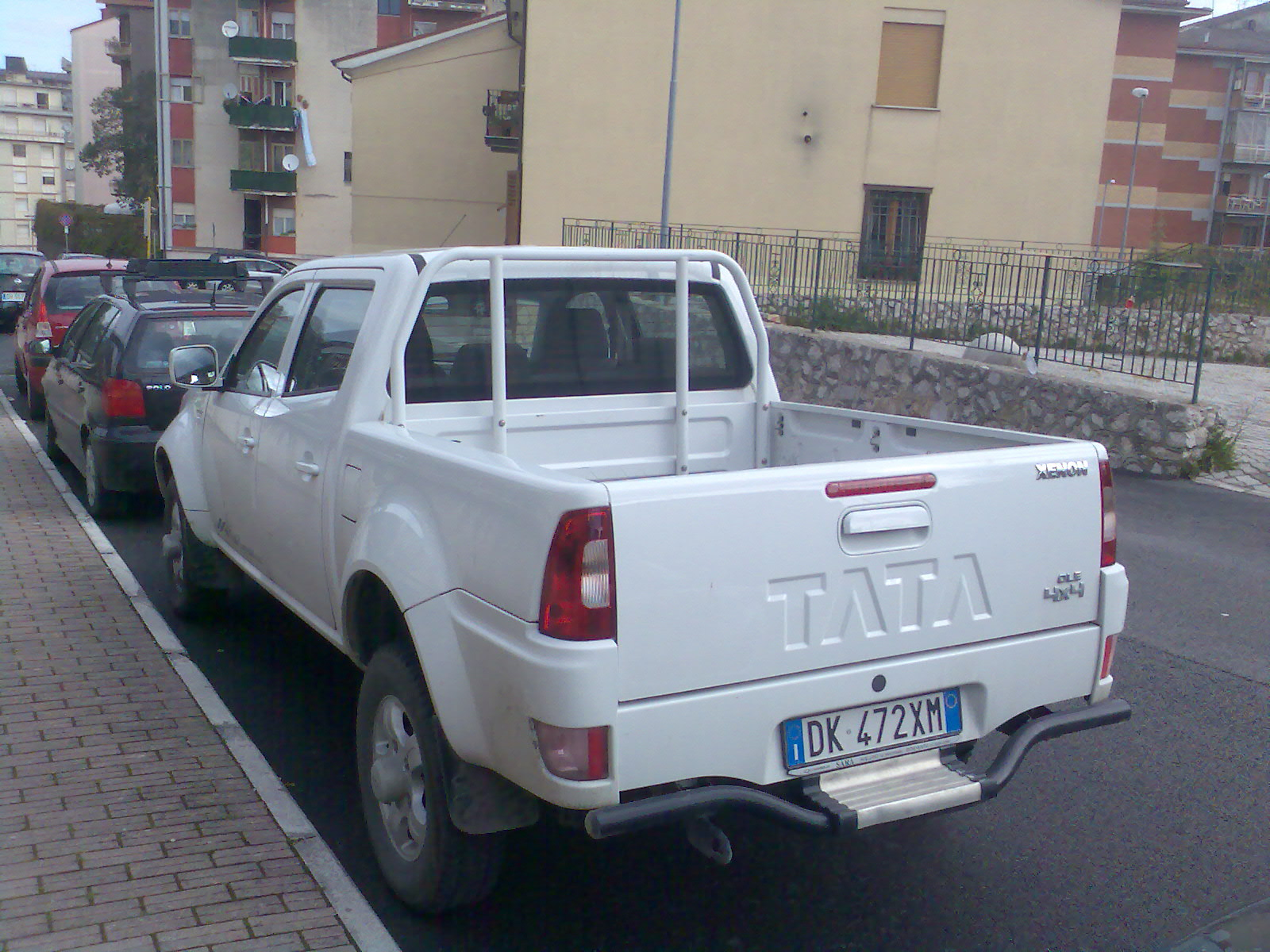
Tata Xenon

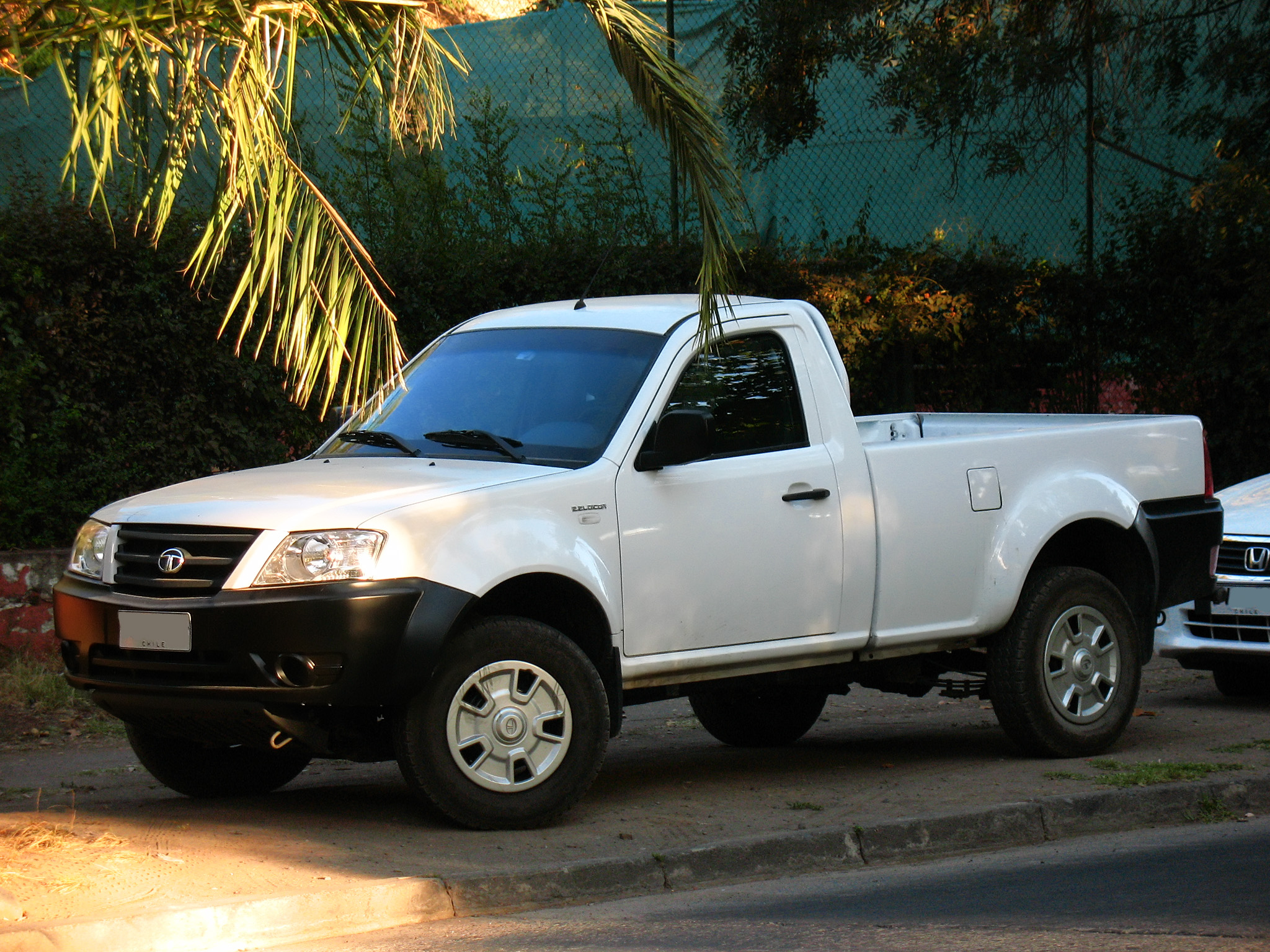
Tata Xenon с одинарной кабиной

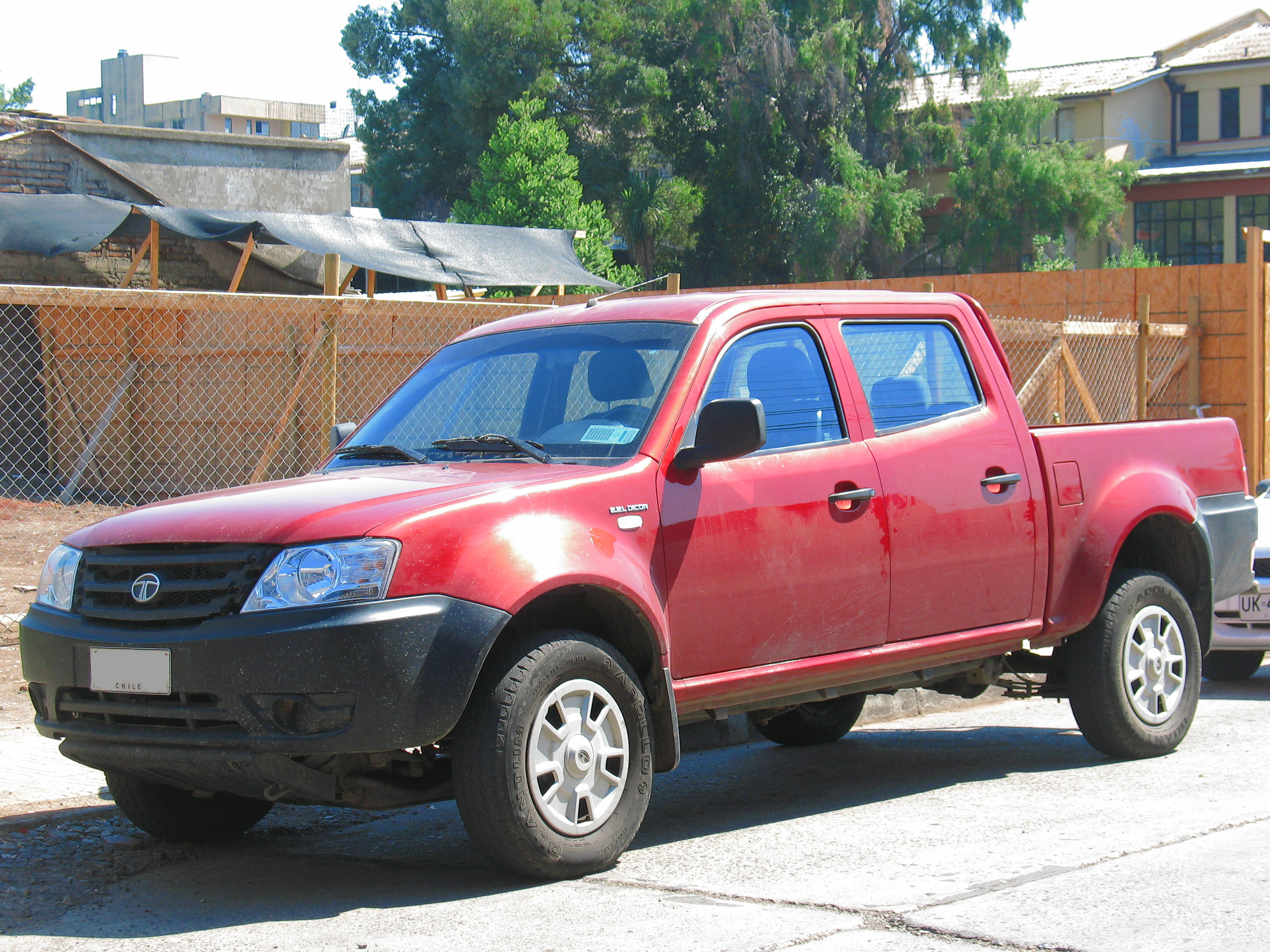
Tata Xenon DLE

Современная версия Tata Telcoline производится с 2006 года. Название Telcoline было вытеснено названием Xenon. Первый прототип автомобиля был представлен в декабре 2006 года на международной выставке автомобилей и мотоциклов в Болонье. Серийно автомобиль производится с мая 2007 года.

## Продажи вТаиланде
В Таиланде за 2014—2021 год было продано 4337 автомобилей Tata Xenon.
| Год  | Количество |
| ---- | ---------- |
| 2014 | 962        |
| 2015 | 738        |
| 2016 | 923        |
| 2017 | 598        |
| 2018 | 447        |
| 2019 | 478        |
| 2020 | 139        |
| 2021 | 52         |